# Хакікат
Хакіка́т (тадж. Ҳақиқат) — село у складі Хатлонської області Таджикистану. Входить до складу Ватанського джамоату Фархорського району.
Село розташоване на одній із стариць річки Кизилсу. Колишня назва — Джида, сучасна з 29 березня 2012 року.
Населення — 1667 осіб (2010; 1687 в 2009).